# Hansjörg Felmy
Pour les articles homonymes, voir Felmy.
Hansjörg Felmy (né le 31 janvier 1931 à Berlin, Allemagne et mort le 24 août 2007 à Eching, Allemagne), est un acteur de cinéma et de théâtre allemand.

## Biographie
Hansjörg Felmy a grandi et suivi ses études à Brunswick avec ses parents, le général d´aviation Hellmuth Felmy et Helene Felmy (née Boettcher).
De 1947 à 1949, il suit une école de théâtre et, en 1949, obtient son premier engagement au théâtre d´État de Brunswick où il débute avec la pièce Des Teufels General de Carl Zuckmayer. En 1953, il déménage pour Aix-la-Chapelle.
Il commence au cinéma par un rôle dans Der Stern von Afrika en 1956. Il joue ensuite dans plusieurs films allemands tels que UB 55, corsaire de l'océan (de) (1957), Der Maulkorb (1958), Wir Wunderkinder (1958). Il apparait également dans Le Rideau déchiré d´Alfred Hitchcock.
À la télévision, Felmy est particulièrement connu pour son rôle du commissaire Heinz Haferkamp qu´il a interprété à 20 reprises entre 1974 et 1980 dans la série allemande Tatort. Il a également participé à plusieurs autres séries télévisées, telles que Unternehmen Köpenick (en 1985) et Die Wilsheimer (en 1987).
Il est également connu en Allemagne pour doubler les voix de Jack Nicholson, Steve McQueen et Roy Scheider
Hansjörg Felmy a été marié à deux reprises, tout d´abord avec l´actrice Elfriede Rückert (avec laquelle il a un fils) puis, en 1986, avec Claudia Wedekind. Au début des années 1990, il commence à souffrir d´ostéoporose et cesse sa carrière. Il vit jusqu'à sa mort en Bavière et sur la côte de la Mer du Nord.

## Filmographie partielle
- 1957 : Der Stern von Afrika d'Alfred Weidenmann : Robert Franke
- 1957 : UB 55, corsaire de l'océan (de) (Haie und kleine Fische) de Frank Wisbar : Hans Teichmann
- 1957 : Das Herz von St. Pauli d'Eugen York : Hein Jensen
- 1958 : L'Étau (Der Greifer) d'Eugen York : Harry Dennert
- 1958 : Une affaire diabolique (en) (Herz ohne Gnade) de Victor Tourjanski : Ulrich Rombach
- 1958 : La Muselière (en) (Der Maulkorb) de Wolfgang Staudte : Georg Rabanus
- 1958 : Wir Wunderkinder de Kurt Hoffmann : Hans Boeckel
- 1958 : Les Chiens sont lâchés (Unruhige Nacht) de Falk Harnack : Baranowski
- 1959 : Der Mann, der sich verkaufte (de) de Josef von Báky : Niko Jost
- 1959 : Pris au piège (en) (Menschen im Netz) de Franz Peter Wirth : Klaus Mertens
- 1959 : Les Géants de la forêt (Und ewig singen die Wälder) de Paul May : Tore Björndal
- 1959 : Les Buddenbrook d'Alfred Weidenmann : Thomas Buddenbrook
- 1959 : Un jour qui ne finira plus (de) (Ein Tag, der nie zu Ende geht) de Franz Peter Wirth : Robert Wissmann
- 1960 : Die zornigen jungen Männer de Wolf Rilla : Fred Plötz
- 1960 : Le Joueur d'échecs (Schachnovelle) de Gerd Oswald : Hans Berger
- 1960 : La Peau d'un espion (Die Botschafterin) d'Harald Braun : Jan Möller
- 1960 : Les Eaux saintes (An heiligen Wassern) d'Alfred Weidenmann : Roman Blatter
- 1961 : Die Ehe des Herrn Mississippi de Kurt Hoffmann : Bodo von Überlohe-Zabernsee
- 1961 : Filles perdues (Die Schatten werden länger) de Ladislas Vajda : Max
- 1961 : Das letzte Kapitel (de) de Wolfgang Liebeneiner : Daniel Utby
- 1962 : Les Années heureuses (de) (Die glücklichen Jahre der Thorwalds) de John Olden et Wolfgang Staudte : Peter Thorwald
- 1963 : La Blonde de la station 6 (Station Six-Sahara) de Seth Holt : Martin
- 1963 : Les Pirates du Mississippi (Die Flußpiraten vom Mississippi) de Jürgen Roland : James Lively
- 1963 : Le Bourreau de Londres (Der Henker von London) d'Edwin Zbonek : L'inspecteur John Hillier
- 1964 : Nebelmörder (de) d'Eugen York : Le commissaire Hauser
- 1964 : Das Ungeheuer von London-City d'Edwin Zbonek : Richard Sand
- 1964 : Das siebente Opfer (de) de Franz Josef Gottlieb : Peter Brooks
- 1965 : An der Donau, wenn der Wein blüht de Géza von Cziffra : Frank Richter
- 1966 : Le Rideau déchiré (Torn Curtain) d'Alfred Hitchcock : Heinrich Gerhard
- 1967 : Flucht ohne Ausweg de Franz Peter Wirth (mini-série) : Bert Gregor
- 1971 : La Morte de la Tamise (Die Tote aus der Themse) d'Harald Philipp : L'inspecteur Craig
- 1972–1973 : Alexandre Bis de Franz Peter Wirth (mini-série) : Klaus Müller
- 1974–1980 : Tatort (série télévisée, 20 épisodes) : Le commissaire Haferkamp
- 1986 : Unternehmen Köpenick (série télévisée, 6 épisodes) : Philipp Kelch
- 1987 : Die Wilsheimer (de) (série télévisée, 6 épisodes) : Jean Ziegler
- 1989 : Le Témoin de la dernière chance (de) (Affäre Nachtfrost) de Sigi Rothemund (téléfilm) : Friedrich Seyfried
- 1990 : Aventures à l'aéroport (Abenteuer Airport) (série télévisée, 12 épisodes) : Charlie Kapitzky
- 1994 : Hagedorns Tochter (de) (série télévisée, 12 épisodes) : Paul Hagedorn